# Ōtsuka Yasuo no ugokasu yorokobi
Ōtsuka Yasuo no ugokasu yorokobi (大塚康生の動かす喜び? lett. "La gioia di animare [far muovere] di Yasuo Ōtsuka"), conosciuto anche con il titolo internazionale Yasuo Otsuka's Joy of Animating, è un documentario del 2004, scritto e diretto da Toshiro Uratani.
Il lungometraggio è la seconda esperienza dello Studio Ghibli rispetto al genere. La prima volta fu con il film di Isao Takahata Yanagawa horiwari monogatari, del 1987.
In Italia il film, come il precedente Yanagawa horiwari monogatari, è stato presentato per la prima volta al Festival Internazionale del Film di Roma 2010, ma non ha ancora avuto una distribuzione ufficiale nelle sale cinematografiche.

## Trama
Il film è un omaggio all'arte del grande animatore Yasuo Ōtsuka, maestro, o meglio senpai dei fondatori dello Studio Ghibli, Hayao Miyazaki e Isao Takahata.
Il documentario ha l'obiettivo di ricordare, risaltare ed omaggiare Ōtsuka come uomo e come professionista del settore, attraversando la storia dell'animazione giapponese.